# Henry Savile

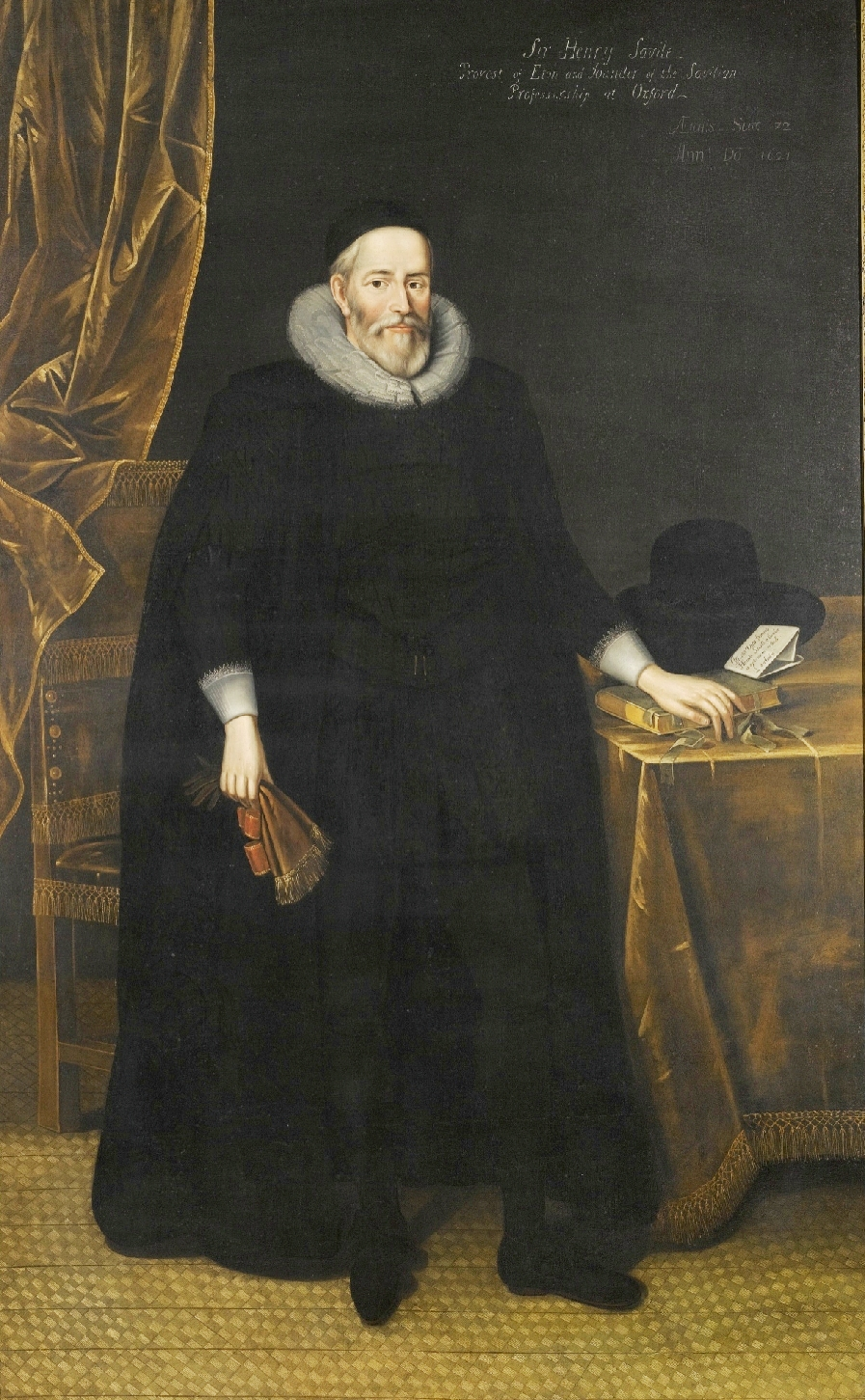
Henry Savile auf einem Gemälde aus dem Jahr 1621 in der Art von Marcus Gerards dem Jüngeren.

Sir Henry Savile (* 30. November 1549 in Bradley, West Yorkshire; † 19. Februar 1622 in Eton) war ein englischer Gelehrter. Seine Schwerpunkte waren Griechisch und Mathematik, am bekanntesten ist er für die von ihm gegründeten Lehrstühle in Oxford.

## Leben
Savile war der Sohn von Henry und Elizabeth Savile. Sein älterer Bruder Sir John Savile (1545–1607) war Jurist, ein weiterer Bruder, Thomas Savile († 1593), ebenfalls Gelehrter in Merton.
Er besuchte das Brasenose College der Universität Oxford, wo er sich 1561 eingeschrieben hat. 1565 ging er ans Merton College, wo er 1566 seinen Baccalaureus Artium und 1570 seinen Magister Artium machte. Er hielt Vorlesungen über den Almagest und erwarb sich einen ersten Ruf als Griechisch-Gelehrter und Mathematiker. 1575 erhielt er die Verwaltungsstelle des Junior Proctor. 1578 unternahm er eine Studienreise durch Europa, unter anderem nach Frankreich, Breslau und Rom, auf der er sich mit vielen der wichtigsten Mathematiker seiner Zeit austauschte und für Königin Elisabeth Aufträge in den Niederlanden erfüllte.
Nach seiner Rückkehr wurde er Griechischlehrer der Königin, 1585 Warden of Merton und 1596 Provost of Eton, also Vorsitzender der College-Verwaltung, als der er das College zu großer Blüte führte. 1592 heiratete er Margaret Dacre. Im Februar 1601 wurde er verdächtigt, mit dem Staatsstreich des Earl of Essex verbunden zu sein, und verhaftet, aber schnell wieder rehabilitiert. Am 30. September 1604 erhielt er den Ritterschlag als Knight Bachelor. Im selben Jahr starb sein einziger Sohn, ihm blieb nur seine Tochter Elizabeth, die spätere Mutter des Dramatikers Sir Charles Sedley. Savile selbst starb 1622 im Alter von 72 Jahren.

## Werk

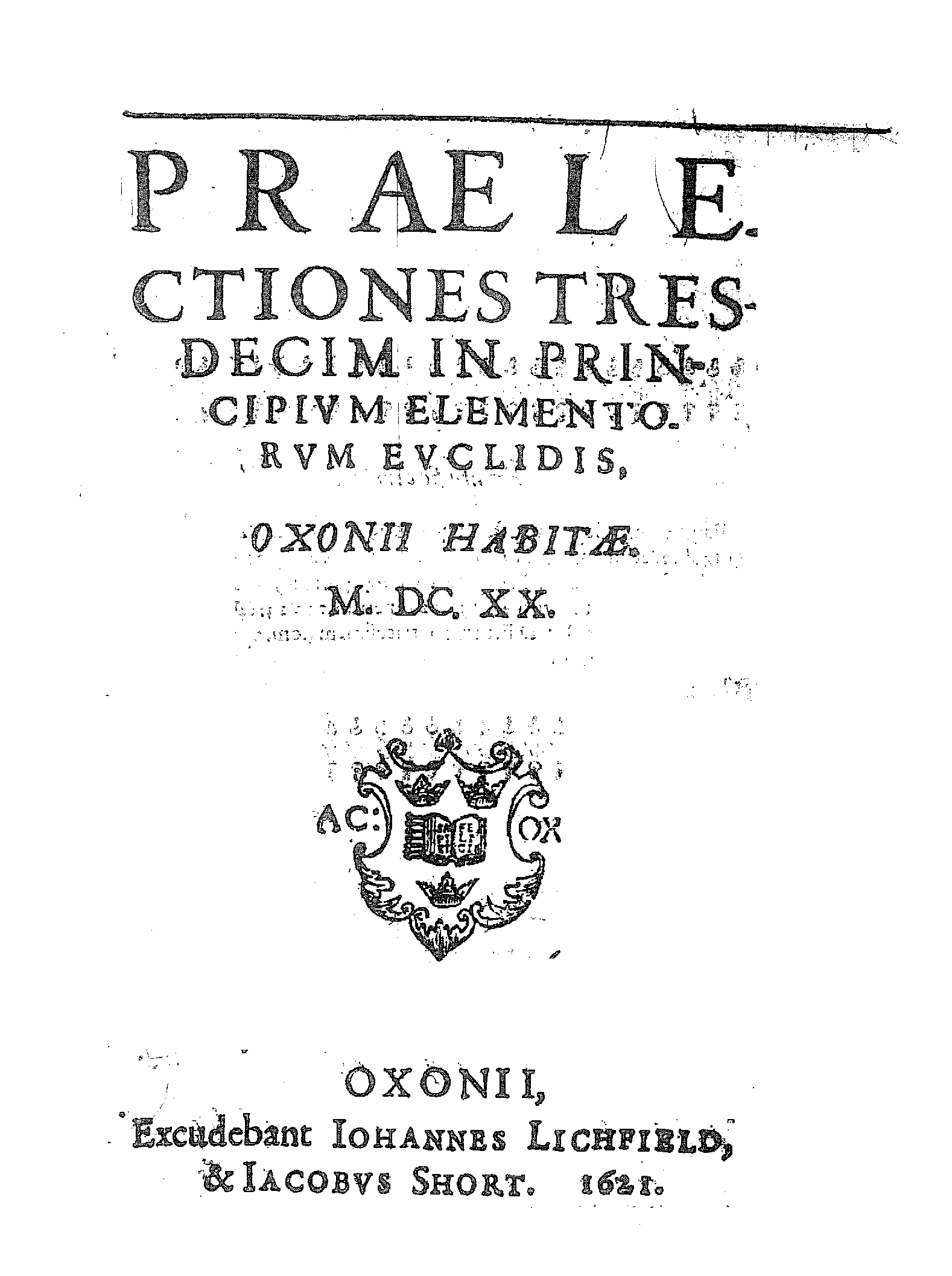
Praelectiones tresdecim in principium elementorum Euclidis, 1621

Die Aufzeichnungen zu seiner Vorlesung über den Almagest sind erhalten, sie enthalten neben dem klassischen Inhalt Ptolemäus’ auch die damals neuen Ideen von Regiomontanus und Nicolaus Copernicus sowie den aktuellen Stand der Mathematik. Schon damals beschäftigte er sich auch mit den theoretischen und praktischen Gründen, Mathematik zu betreiben, sowie der Didaktik des Faches.
Diese wurde später eines seiner wichtigsten Themen. Er beklagte wiederholt, dass in England Mathematik weder in der Lehre noch in der Forschung systematisch und auf ausreichendem Niveau betrieben würde. Am Ende seines Lebens versuchte er dann selbst, diesen Missstand zu beheben, indem er in Oxford zwei Lehrstühle für Geometrie und Astronomie gründete, die heute nach ihm benannt sind: der Savilian Chair of Geometry und der Savilian Chair of Astronomy.
In seiner Einführungsvorlesung für den Geometrie-Lehrstuhl über Euklids Elemente bewies er, dass deren Autor nicht mit Euklid von Megara identisch sein könne, sein wichtigster Beitrag zur Mathematikgeschichte. Seine Vorarbeiten zu einer Euklid Ausgabe wurden in der Oxforder Ausgabe von 1703 von David Gregory verwendet (unter anderem seine Annotationen zur griechischen Ausgabe der Elemente, die 1533 in Basel erschien). Eine weitere bekannte Tätigkeit war die Teilnahme an der Übersetzung der King-James-Bibel, bei der er Teile der Evangelien, der Apostelgeschichte des Lukas und der Offenbarung des Johannes bearbeitete.